# Polytrichophora
Polytrichophora is een vliegengeslacht uit de familie van de oevervliegen (Ephydridae).

## Soorten
- P. agens Cresson, 1924
- P. conciliata Cresson, 1924
- P. duplosetosa (Becker, 1896)
- P. orbitalis (Loew, 1861)
- P. setigera (Cresson, 1916)